# ラドムスコ
ラドムスコ（ポーランド語: Radomsko [raˈdɔmskɔ]）は、ポーランド中部の町。2021年の人口は4万4700人。ウッチ県（1975年から1998年まではピョートルクフ県）に属し、ラドムカ川に面する。ラドムスコ郡の中心都市である。

## 歴史
1266年にシェラズ公レシェク2世から都市法をたまわった。ジグムント1世の王妃、ボナ・スフォルツァのためフランシスコ会の修道院が置かれた。

## 交通
ポーランド国鉄 (PKP) のワルシャワとカトヴィツェをつなぐ路線が通る。国道1号線にも近く、将来的にはグダニスクとグリヴィツェをむすぶA1アウトストラーダにラドムスコ・ジャンクションが開設される。

## スポーツ
- RKSラドムスコ - 1979年に結成されたフットボールクラブ

## 出身有名人
- ヴワディスワフ・レイモント - ノーベル文学賞作家
- ズビグニェフ・ドウバク - 画家
- アンジェリン - モデル・女優
- マリウシュ・チェルカフスキ - アイスホッケー選手
- タデウシ・ルジェヴィッチ - 詩人
- シュローモ・ハコヘン・ラビノヴィッチ - ラドムスコの初代ラビ
- アヴロホム・イサハール・ハコヘン - 同第二代ラビ
- イェジー・セムコフ - 指揮者

## 姉妹都市
- マコー（ハンガリー）
- リンカン（イギリス）
- ヴォズネセンスク（ウクライナ）